# Egipska Marynarka Wojenna
Egipska Marynarka Wojenna (arab. القوات البحرية المصرية; trb. Al-Quwwāt al-baḥriyya al-miṣriyya) – siły morskie Egiptu, jeden z czterech rodzajów Egipskich Sił Zbrojnych. Marynarka posiada około 120 okrętów, oprócz nich Egipska Straż Wybrzeża, będąca częścią składową marynarki posiada około 100 łodzi patrolowych, personel liczy około 38 500 osób. Marynarka ma do dyspozycji 10 śmigłowców morskich SH-2G(E) Super Seasprite, 5 Westland Sea King Mk.47 i 9 Aérospatiale Gazelle, służących w barwach Egipskich Sił Powietrznych.

## Historia

### Od XIX wieku do II wojny światowej

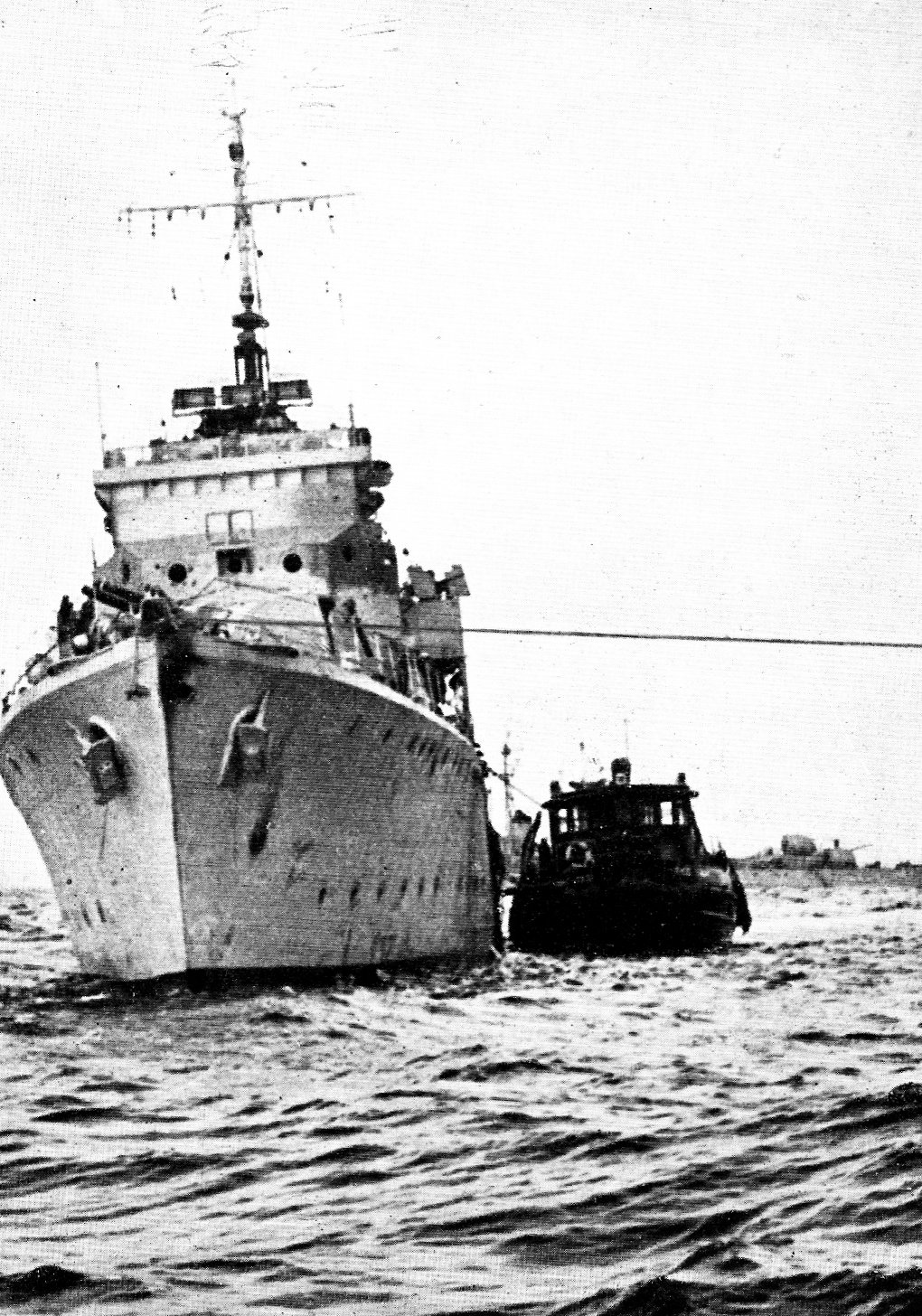
Ibrahim el Awal w 1956.

Nowożytna marynarka egipska powstała w drugiej połowie XIX wieku za czasów panowania kedywów, była jednak początkowo mała. Pierwsze kilka jednostek zakupiono za rządów Ismaila Paszy w latach 60 tego wieku, w tym dwie żelazne fregaty. Zamówiono też wówczas cztery okręty pancerne w stoczniach francuskich, lecz zamówienia te przejęło Imperium Osmańskie, któremu formalnie podporządkowany był Egipt.
Od interwencji brytyjskiej w 1882 roku Egipt był pod faktycznym wpływem brytyjskim i w tym czasie jego marynarka oraz straż wybrzeża wzbogaciły się jedynie o kilka niewielkich jednostek patrolowych i jachtów, z których jedynym dużym był jacht królewski „Mahroussa”. Zbudowano ponadto 10 kanonierek rzecznych do służby na Nilu, które, dowodzone przez oficerów brytyjskich, brały udział w latach 1896-1898 w zwalczaniu powstania Mahdiego w Sudanie oraz incydencie w Faszodzie. Taki stan marynarki utrzymał się do I wojny światowej, w której Egipt formalnie nie uczestniczył. Jednostkami o największej wartości były wówczas trzy stare kanonierki morskie z lat 60. XX wieku. Podczas tej wojny utracono m.in. patrolowiec straży wybrzeża „Abbas”, zatopiony w 1915 roku przez okręt podwodny U-35.
W okresie międzywojennym marynarka Egiptu pozostawała w wielkości szczątkowej. Obok nielicznych patrolowców, jednostek pomocniczych i transportowych, jedynymi większymi okrętami były dwa brytyjskie małe slupy, w tym jeden „Sollum” z I wojny światowej, a drugi „El Amir Farouq” nowo zbudowany. Egipt nie brał formalnie udziału w II wojnie światowej, mimo że Aleksandria była główną bazą brytyjskiej Floty Śródziemnomorskiej i okręty patrolowe służyły na rzecz aliantów do ochrony portów. Slup „Sollum” został utracony w ataku niemieckich samolotów w 1941 roku.

### Po II wojnie światowej
Po wycofaniu się Brytyjczyków w 1947 roku, Królestwo Egiptu przystąpiło do znacznej rozbudowy marynarki, lecz nie udało się tego dokonać przed wojną izraelsko-arabską 1948 roku. W 1948 roku nabyto jedynie 20 niewielkich jednostek desantowych. Podczas wojny, w trakcie operacji Jo’aw w 1948 roku Izraelscy komandosi zatopili slup „El Amir Farouk”. W latach 1949–50 natomiast Egipt nabył w Wielkiej Brytanii cztery fregaty („El Tarik” typu Black Swan i trzy typu River), dwa niszczyciele eskortowe typu Hunt, cztery korwety i dziewięć trałowców typu YMS.
Nowa faza rozwoju marynarki miała miejsce po utworzeniu republiki Egiptu, za prezydentury Nasera. Zakupiono początkowo dwa brytyjskie niszczyciele budowy wojennej, dostarczone w lipcu 1956 roku. Następnie Egipt dokonał zwrotu politycznego ku ZSRR i stamtąd nabywał kolejne okręty. Już w czerwcu 1956 roku w skład marynarki weszły dwa niszczyciele projektu 30bis, a następnie cztery trałowce i 12 kutrów torpedowych. 30 października 1956 roku, podczas kryzysu sueskiego, egipski niszczyciel „Ibrahim el Awal” typu Hunt skierowano do ostrzału instalacji naftowych w Hajfie, ale został ostrzelany przez francuski niszczyciel „Kersaint” typu T47, ochraniający port operacji Muszkieter. W pościg za egipskim okrętem ruszyły izraelskie niszczyciele INS „Eilat” i INS „Jafo”, którym udało się go uszkodzić rankiem 31 października, jednocześnie został zaatakowany przez izraelskie Dassault MD 450 Ouragan. Ostrzał unieruchomił napęd „Ibrahima el Awal” i zmusił do kapitulacji okrętu, który został odholowany do Hajfy. Po naprawie okręt wszedł do izraelskiej służby jako INS Haifa.
Po kryzysie suskim Egipt znacząco wzmocnił marynarkę, przejmując do końca lat 50. osiem okrętów podwodnych projektu 613 i jeden mały typu MV. W latach 60. nabyto dwa dalsze dwa niszczyciele projektu 30bis, pięć okrętów podwodnych projektu 633 i 20 kutrów rakietowych (8 projektu 183R i 12 projektu 205).
21 października 1967 dwa egipskie kutry torpedowe projektu 183R (NATO: Komar) z Port Said ostrzelały i zatopiły pociskami P-15 Termit (NATO: SS-N-2 Styx) niszczyciel INS Eilat, ze 199 członków załogi 47 zginęło, a 41 zostało rannych. Było to pierwsze skuteczne użycie pocisku klasy woda-woda.
9 października 1973 w bitwie koło Damietty podczas wojny Jom Kipur, trzy egipskie kutry rakietowe projektu 205 (NATO: Osa) zostały zatopione przez rakietowce Sa’ar z izraelskiej marynarki.

## Flota

### Fregaty

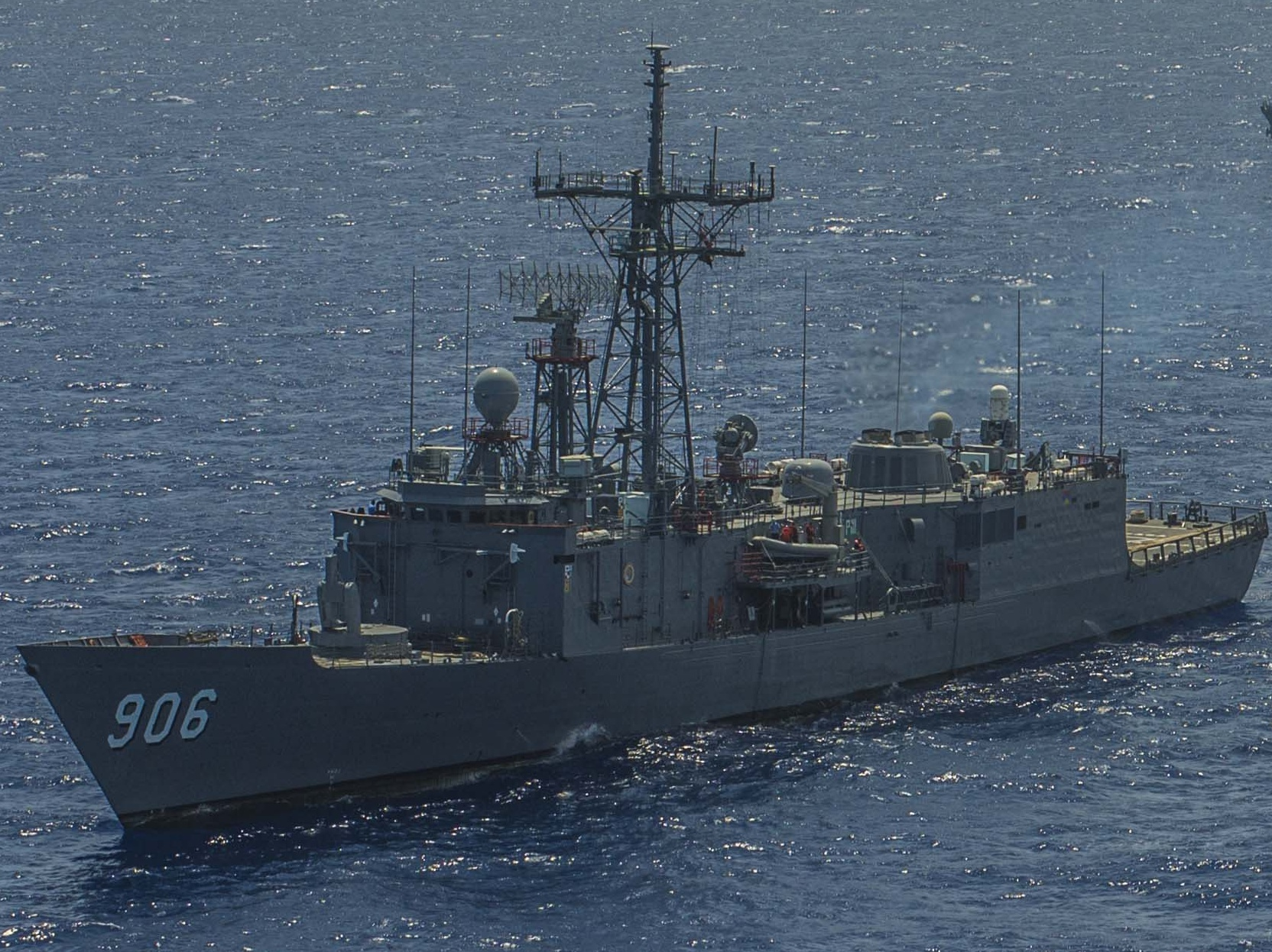
Fregata Toushka (F906)

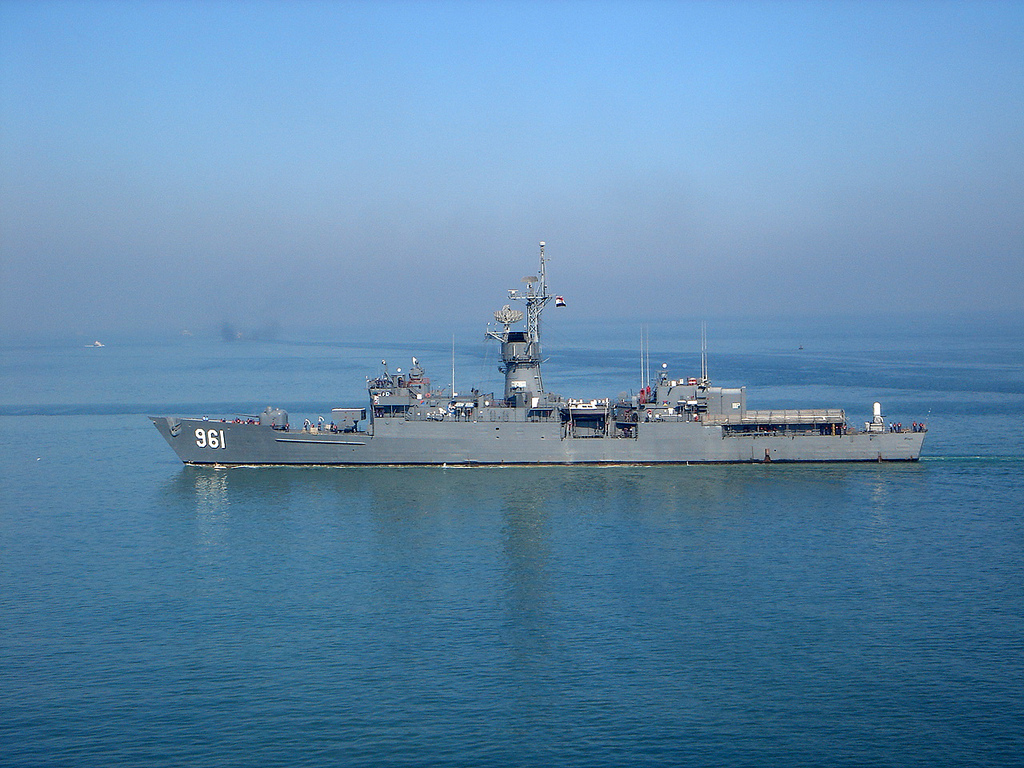
Fregata Dumyat (F961)

- Fregaty rakietowe typu FREMM
  - ENS Tahya Misr (FFG 1001)[6]
  - ENS Al-Galala (FFG 1002)[7]

- Fregaty rakietowe typu Oliver Hazard Perry
  - ENS Sharm El-Sheik (F901)
  - ENS Toushka (F906)
  - ENS Alexandria (F911) (ex-Mubarak)
  - ENS Taba (F916)

- Fregaty typu Knox
  - ENS Dumyat (F961)
  - ENS Rasheed (F962)

- Fregaty rakietowe typu 053HE
  - ENS Najim al-Zafir (F938)
  - ENS Al-Nasser (F956)

### Korwety
- Korwety rakietowe typu Descubierta
  - ENS El Suez (F941)
  - ENS El Aboukir (F946)
- /  4x Korwety rakietowe typu Gowind[8][9][10][11][12][13]

### Okręty podwodne
- 4× Okręty podwodne projektu 633 (NATO: Romeo)
- 4× typu 209/1400Mod[14][15][16]

### Okręty desantowe
- 2× Okręty desantowe typu Mistral[17]
  - ENS Gamal Abdel Nasser (1010)[18][19]
  - ENS Anwar El Sadat (1020)[20]

### Kutry rakietowe

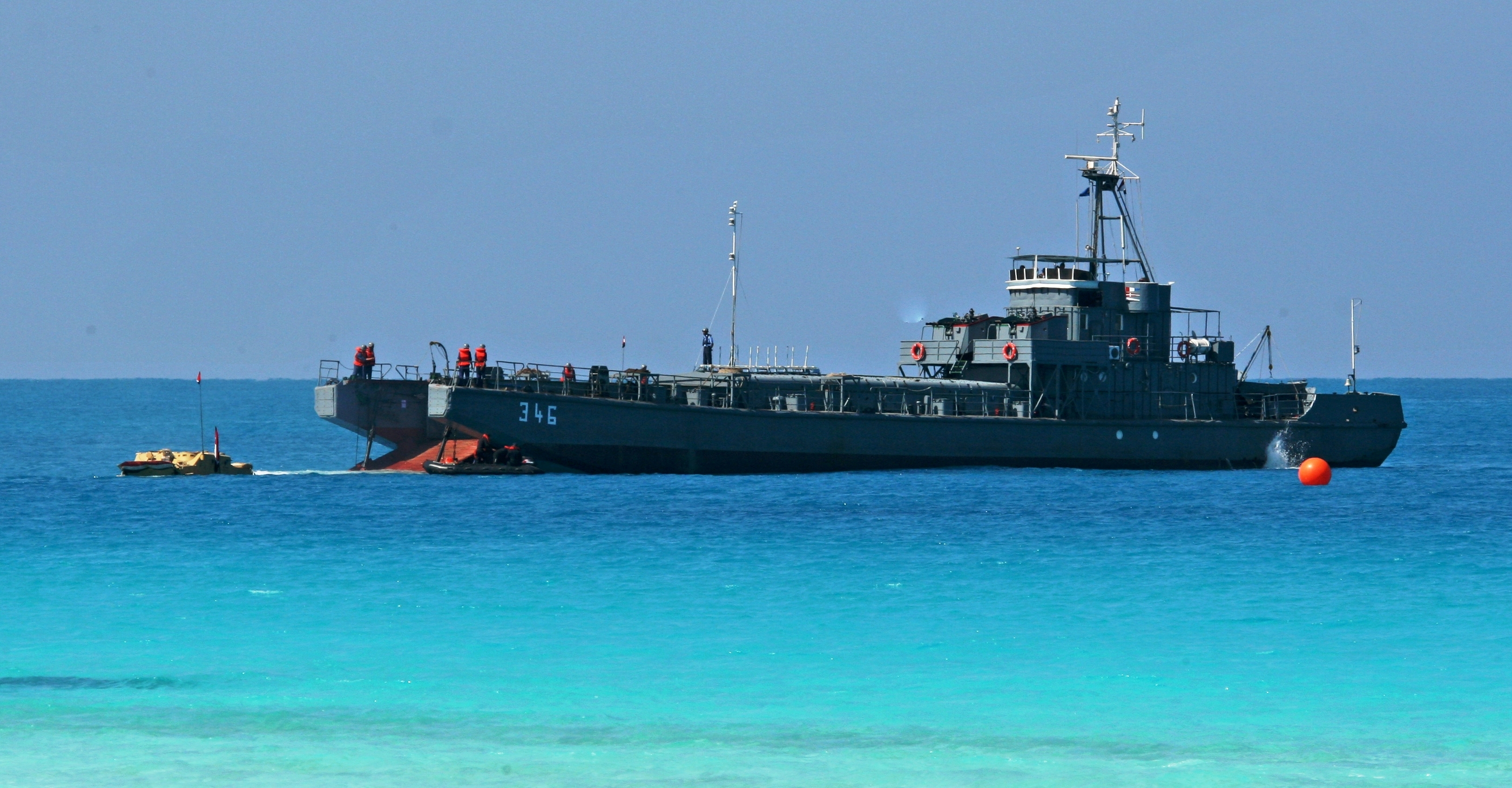

- 4× Kutry rakietowe typu Ambassador Mk III[21][22]
- 3× projektu 205 (NATO: Osa I)[22]
- 5× typu Tiger (typ 148) (ex-niemieckie)[22]
- 6× typu Ramadan[22]
- 5× typu October[22]
- 4× typu Hegu[22]

### Inne
- 8 ścigaczy okrętów podwodnych typu Hainan (typ 37)
- 6 kutrów typu Shershen (projektu 206)
- 4 kutry typu Shanghai II (typ 37)
- 4 kutry patrolowe KIT[23]
- 1 okręt rakietowy projektu 12411[24]
- 28 jednostek przeciwminowych (w tym 2 typu Osprey i 6 typu T-43)
- 20 jednostek desantowych (w tym 3 typu Polnocny-A)
- 15 jednostek pomocniczych (tankowce, holowniki)
- 3 okręty szkolne
- 2 okręty ratownicze
- 2 okręty muzealne